# Facundo Pellistri
Facundo „Facu“ Pellistri Rebollo (* 20. Dezember 2001 in Montevideo) ist ein uruguayischer Fußballspieler, der bei Panathinaikos Athen unter Vertrag steht.

## Karriere

### Verein
Der in Montevideo geborene Facundo Pellistri begann seine fußballerische Ausbildung beim La Picada FC und kam über River Plate Montevideo mit elf Jahren in die Nachwuchsabteilung von Peñarol Montevideo. Bei den Manyas galt er als eines der vielversprechendsten Talente der Mannschaft und während der Saison 2019 in die erste Mannschaft befördert. Sein Ligadebüt bestritt er am 11. August 2019 (4. Spieltag) beim 2:2-Unentschieden gegen Defensor Sporting, als er in der 90. Spielminute für Ezequiel Busquets eingewechselt wurde. In der Clausura 2019 etablierte er sich mit 17 Jahren als Stammspieler unter dem Cheftrainer Diego López und erweckte das Interesse großer Vereine. Am 6. November 2019 (10. Spieltag) erzielte er beim 3:1-Auswärtssieg gegen den CA Cerro sein erstes Tor. Auch in den beiden Endspielen um den Meistertitel gegen den Rivalen Nacional Montevideo, die beide verloren gingen, stand er auf dem Spielfeld. Insgesamt bestritt er im Spieljahr 2019 20 Ligaspiele.
Anfang Oktober 2020 wechselte Pellistri kurz vor dem Ende der Transferperiode in die Premier League zu Manchester United nach England. Der 18-Jährige unterschrieb einen Vertrag bis zum 30. Juni 2025 mit einer Option auf eine weitere Spielzeit und traf bei United auf seinen Landsmann Edinson Cavani. Der junge Flügelstürmer kam unter dem Cheftrainer Ole Gunnar Solskjær hinter Mason Greenwood, Anthony Martial, Marcus Rashford und Daniel James bis zum 21. Spieltag jedoch zu keinem Einsatz, sondern sammelte lediglich bei der U-23 Spielpraxis. Aus diesem Grund wechselte Pellistri Ende Januar 2021 bis zum Saisonende auf Leihbasis zum spanischen Erstligisten Deportivo Alavés. Dort kam er auf 12 Erstligaeinsätze (5-mal von Beginn).
Zur Sommervorbereitung 2021 kehrte Pellistri zunächst zu Manchester United zurück. Kurz vor dem Beginn der Saison 2021/22 wechselte er jedoch erneut für ein Jahr auf Leihbasis zu Deportivo Alavés und absolvierte dort bis zum Sommer 20233 insgesamt 21 Ligapartien. Nach seiner Rückkehr kam der Flügelspieler weiterhin nur sporadisch für Manchester zum Einsatz und so folgte am 1. Februar 2024 eine weitere Leihe zum FC Granada in die spanische Primera División. Hier erzielte Pellistri in seinem zweiten Ligaeinsatz gegen den FC Barcelona beim 3:3-Unentschieden seinen ersten Treffer für den neuen Verein.

### Nationalmannschaft
Pellistri absolvierte am 28. Januar 2022 im WM-Qualifikationsspiel gegen Paraguay (1:0) sein erstes Länderspiel für die uruguayische A-Nationalmannschaft. Mit der Auswahl nahm er Ende des Jahres an der Weltmeisterschaft in Katar teil und kam dabei in allen drei Partien der Gruppenphase zum Einsatz.

## Titel und Erfolge
Verein
- Englischer Ligapokalsieger: 2023

Nationalmannschaft
- Platz 3 bei der Copa América: 2024[15]